# Billy Wright

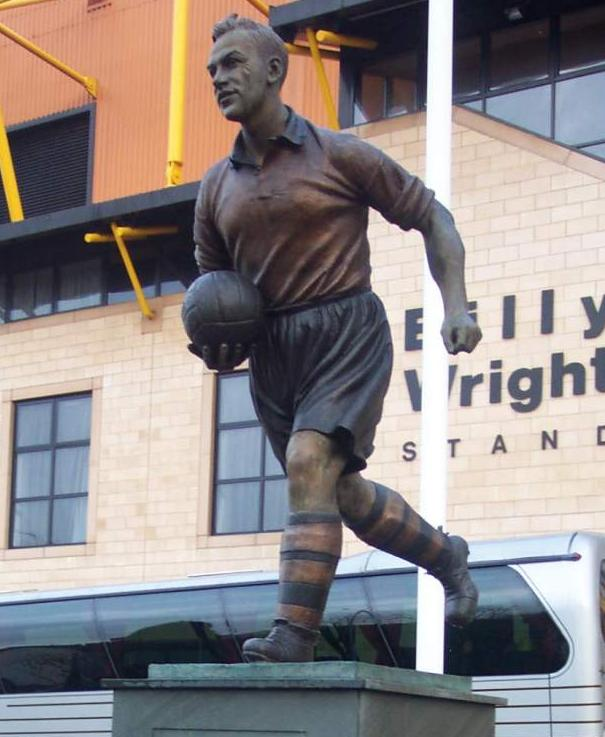
Billy-Wright-Statue vor dem Stadion der Wolverhampton Wanderers

Billy Wright, eigentlich William Ambrose Wright, CBE (* 6. Februar 1924 in Ironbridge/Shropshire; † 3. September 1994 in Barnet), war ein englischer Fußballspieler und -trainer.

## Karriere im Verein
Schon als kleiner Junge fiel Wright durch seine angeborene Fußballbegabung auf. Allerdings war er aufgrund seiner schmächtigen Konstitution nach jedem Spiel völlig ausgelaugt. Nach dem Ende seiner Schulzeit wechselte er von Staffordshire zu den Wolverhampton Wanderers, wo er schon im Alter von nur 15 Jahren das Trikot des Profiteams trug. Es dauerte jedoch noch bis 1941, ehe der Blondschopf einen Vertrag als Profi unterzeichnete. In seinen ersten Profijahren spielte Wright auf der Position des Außenläufers oder Halbstürmers. Dank seiner gewaltigen Sprungkraft machte er als exzellenter Kopfballspieler auf sich aufmerksam. Da Wolverhampton jedoch kriegsbedingt den Spielbetrieb unterbrechen musste, spielte er als Gast bei Leicester City, kehrte 1942 aber zu den Wolves zurück und wurde 1943 als Sportlehrer zur Army einberufen. Bald nach Kriegsende machten die Wanderers ihn zu ihrem Mannschaftskapitän (1947).
Mit diesem Klub, dem er seine gesamte Karriere über treu blieb, wurde Wright 1949 englischer Pokalsieger (im Finale ausgerechnet gegen Leicester City) und dreimal englischer Meister (Saison 1953/54, 1957/58 und 1958/59). Insgesamt bestritt er für Wolverhampton 541 Pflichtspiele (490 Liga-, 48 Pokal-, 2 Europapokalspiele (die beiden 2:2 und 1:2 endenden Achtelfinalspiele gegen den FC Schalke 04)), in denen Wright überwiegend defensiv agierte – das aber stets mit fairen Mitteln: Er bekam nicht eine einzige Verwarnung und wurde nie vom Platz gestellt, auch nicht in seinen 105 Länderspielen. Im Verein erzielte er auch 16 Treffer. 1952 wurde Wright von den britischen Sportjournalisten als „Spieler des Jahres“ ausgezeichnet und 1957 landete er bei der Wahl des Fußballers des Jahres Europas auf dem zweiten Platz. Nach der dritten Meisterschaft 1959 ernannte Elizabeth II. Wright zum Commander of the British Empire.

## Nationalmannschaft
Billy Wright bestritt zwischen September 1946 und Mai 1959 insgesamt 105 Länderspiele für die englische Nationalmannschaft, davon 90 als Mannschaftskapitän und 70 in ununterbrochener Folge, erzielte dabei auch drei Tore. Sein Nationaltrainer während dieser Zeit war durchgehend Walter Winterbottom, sein bekanntester Teamkollege sicherlich Stanley Matthews. Wright war der erste Fußballer überhaupt, der es auf 100 Länderspiele brachte und war mit seinen insgesamt 105 Länderspielen langjähriger weltweiter Rekordhalter. Er nahm an drei Weltmeisterschaftsendrunden teil, wo die Nationalmannschaft allerdings keine nennenswerten Erfolge erreichte: Bei der WM 1950 scheiterte Englands Auswahl in der Vorrunde sensationell an der US-Auswahl. Trotzdem wurde Wright von vielen englischen Journalisten auf seiner Position zu den besten Spielern des Turniers gezählt. Bei der WM 1954 schied Englands Auswahl im Viertelfinale gegen Uruguay aus und bei der WM 1958 verlor das englische Team das Entscheidungsspiel ihrer Vorrundengruppe gegen die UdSSR. Wright war in allen WM-Qualifikationsspielen – 1950 und 1954 jeweils in drei Spielen gegen Wales, Nordirland, Schottland; 1958 in vier Spielen gegen Irland und Dänemark – sowie in den jeweiligen WM-Turnierspielen – 1950 gegen Chile, USA, Spanien; 1954 gegen Belgien, Schweiz, Uruguay; 1958 gegen die Sowjetunion (2 Spiele), Brasilien, Österreich – für England im Einsatz.

## Leben nach dem Fußball
Nach dem dritten Titelgewinn in der Saison 1958/59 beendete Billy Wright seine aktive Laufbahn und wurde im selben Jahr von der Queen mit dem Order of the British Empire ausgezeichnet. Ganz konnte er aber vom Fußball noch nicht lassen: 1962 wurde Wright Manager – allerdings nicht bei „seinen“ Wölfen, sondern beim FC Arsenal, dem Lieblingsverein seiner Kindheit. In dieser neuen Rolle war er jedoch bei weitem nicht so erfolgreich wie als Spieler, gewann keinen Titel und wurde 1966 entlassen. Später arbeitete er noch für den Fernsehsender ATV.
Billy Wright war verheiratet mit Joy Beverley von den Beverley Sisters, einem damals populären englischen Gesangstrio. Er starb an den Folgen einer Krebserkrankung. Neben dem Molineux-Stadion in Wolverhampton haben seine Verehrer ihm ein lebensgroßes Denkmal errichtet und im Stadion ist eine Tribüne nach ihm benannt. 2002 gehörte Wright zu den ersten Spielern, die in die National Football Hall of Fame aufgenommen wurden.